# Хризопраз
Хризопра́з — полудрагоценный и поделочный камень, разновидность кварца и халцедона (скрытокристаллическая форма диоксида кремния), содержащая небольшое количество никеля. Слово «хризопраз» пришло из греческого языка, др.-греч. χρυσός означает «золото», πράσον — «лук-порей». Цвет камня обычно яблочно-зелёный, но может варьироваться до тёмно-зелёного и голубовато-зелёного.
Хризопраз представляет собой скрытокристаллический агрегат, состоящий из неразличимых невооружённым глазом мелких кристаллических зёрен, видимых только под микроскопом. В отличие от горного хрусталя, аметиста, цитрина, мориона и других разновидностей кварца, обычно представленных призматическими кристаллами. Другие скрытокристаллические разновидности кремнезёма: халцедон, агат, сердолик и сардоникс. В отличие от многих других непрозрачных разновидностей кварца, хризопраз ценится не за рисунок или узор, а за цвет.

## Свойства
Зелёный оттенок хризопраза, в отличие от изумруда, который обязан своим цветом присутствию хрома, обуславливается наличием никеля в виде рассеянных микроскопических включений. Эти включения, по имеющимся сведениям, представляют собой различные силикаты, такие как керолит или пимаелит (а не NiO минерал, бунзенит, как считалось раньше). Так же как и все формы халцедона, хризопраз имеет твёрдость 6—7 по шкале Мооса и раковистый излом как у кремня.

## Месторождения
Хризопраз образуется в результате сильной эрозии или латеризации никельсодержащего серпентинита или других ультраосновных офиолитов. В австралийских залежах хризопраз встречается в виде жил и желваков с коричневым гётитом и другими оксидами железа в магнезитовом сапролите под железной и кремнистой шапкой. Лучшие месторождения хризопраза находятся в Квинсленде, Западной Австралии, Германии, Польше, Казахстане, Аризоне, Калифорнии и Бразилии. Однако ювелирный хризопраз редко образует крупные скопления лишь в некоторых месторождениях силикатно-никелевых руд. Промышленные скопления ювелирного хризопраза известны в Польше, США, РФ на Урале, Казахстане и Австралии.
Известнейшие в XVIII-XIX веках европейские месторождения хризопраза находились в окрестностях Екатеринбурга, также в золотоносных россыпях по речке Борзовке, неподалёку от Кыштымского завода, на Урале. Однако сырьё высшего качества со времён Фридриха Великого поставлялось из Франкенштейна в Коземице (северная Силезия).:382

## Классификация ювелирных хризопразов
1. Хризопраз изумрудно-зелёный, однородный. Высший сорт. Такие хризопразы являются высококачественным ювелирным сырьём. Обладают равномерной яркой, интенсивной окраской. Как правило, очень хорошо просвечивают через большую толщину камня до 5 см в пластинах и кусках. Внутри камня могут присутствовать мельчайшие рассеянные примеси глинистых частиц и гидроксидов железа.
2. Хризопраз яблочно-зелёный, однородный. Первый сорт. Здесь хризопразы уже просвечивают не более чем на 2 см. В камне могут присутствовать белёсые и не просвечиваемые участки. Структура однородная, без рисунка.
3. Хризопраз бледноокрашенный, пятнистый. Второй сорт — поделочный. Такой хризопраз, как правило, голубовато-зелёной или желто-зелёной окраски с неоднородной структурой. В окраске камня могут присутствовать молочно-белые пятна, а в структуре самого камня чередоваться участки просвечивающие и непрозрачные. Возможны включения окислов марганца, иногда образующие дендриты.

Ювелирный хризопраз шлифуют и полируют, изготавливают из него кабошоны и плоские вставки в ювелирные изделия. Особенно эффектно смотрятся высокие овальные кабошоны из хризопразов высшего сорта. Хризопраз великолепно и легко принимает полировку, но до «зеркала» её довести крайне сложно.

## Из истории применения
Пик моды на изделия и украшения из хризопраза пришёлся на вторую половину XVIII столетия, и главную роль в этом сыграл прусский король Фридрих II. Вставки из него тогда украшали обрамлением из бриллиантов, и цена камня поднялась весьма высоко:382-383. Фридрих постоянно носил перстень с особо полюбившимся ему красивым хризопразом и даже украсил им корону Сан-Суси:383.